# Florida-doosschildpad
De Florida-doosschildpad (Terrapene carolina bauri) is een schildpad uit de familie moerasschildpadden (Emydidae). Het is een van de drie ondersoorten van de gewone doosschildpad (Terrapene carolina). De ondersoort werd voor het eerst wetenschappelijk beschreven door W. Edgar Taylor in 1894.
De Florida-doosschildpad komt endemisch voor in de Amerikaanse staat Florida. Van de drie ondersoorten heeft deze schildpad het kleinste verspreidingsgebied.
De schildlengte bedraagt ongeveer elf centimeter en het schild wordt tot acht centimeter breed. Op het donkerbruine schild zijn zowel vlekken als strepen aanwezig die een gele kleur hebben. Aan de achterpoten zijn drie tenen aanwezig, in tegenstelling tot de andere twee ondersoorten die altijd vier tenen hebben.